# Samuel Edward Konkin
Samuel Edward Konkin III (ur. 8 lipca 1947, zm. 23 lutego 2004) – libertarianin, anarchoindywidualista, twórca Nowego Manifestu Libertariańskiego i orędownik filozofii politycznej, którą nazwał agoryzmem. Był także twórcą terminu minarchizm.
Agoryzm jest odmianą anarchizmu i jest zaliczany do anarchizmu rynkowego.

## Życiorys
W latach 70. i 80. XX wieku był właścicielem apartamentu w budynku przy Siódmej Alei na Long Beach w Kalifornii, jak zwykło to czynić wielu libertarian (włączając J. Neil Schulmana, Victora Komana i innych). W związku z tym faktem nazwano to miejsce Wioską Anarchistów. W tym czasie Konkin przyjaźnił się z Danem Rochrabacherem, który później został Kongresmenem Stanów Zjednoczonych.
W Nowym Libertariańskim Manifeście Konkin objaśniał, w jaki sposób, jego zdaniem, społeczeństwo libertariańskie może się objawić. Mogło to teoretycznie nastąpić w wyniku zgody społeczeństwa na zmniejszanie się wpływu państwa na ich życie w sensie personalnym, społecznym i ekonomicznym oraz przeniesieniu aktywności ekonomicznych obywateli do „szarej strefy” lub na „czarny rynek” (Konkin nazywał je pokojowymi instytucjami rynkowymi), gdzie funkcjonować miały standardowe prawa wolnego rynku. W celu wyjaśnienia swojej teorii, Konkin użył zwrotu counter-economics (kontrekonomia), co można tłumaczyć jako kierunek propagujący idee pokojowej działalności obywateli we wszystkich sferach gospodarki, które do owej pory były zabronione przez rząd (np. prostytucja, handel narkotykami). We wstępie do swojej pracy Konkin podkreślił rolę wybitnych myślicieli libertariańskich: Murraya Rothbarda, Roberta LeFevre oraz Ludwiga von Misesa. W ramach kontrekonomii Konkin wyróżnił cztery rodzaje relacji obywatela z państwem: rynek biały – legalny; rynek szary – czyli działania legalne, ale nie sankcjonowane przez państwo; rynek czarny – działania nielegalne, ale z punktu widzenia etyki libertariańskiej nieszkodliwe; wreszcie rynek czerwony – działania nielegalne i szkodliwe, bo naruszające aksjomaty własności i nieagresji. Tylko ten ostatni jest według Konkina zjawiskiem szkodliwym, a za esencję kontrekonomii uznał rynki szary i czarny – rynek biały umacnia bowiem istniejący system.
Spośród pozostałych przedstawicieli tego kierunku, Konkin wyróżniał się tym, że libertarianizm widział raczej jako krok w lewo. Był założycielem Instytutu Agoryzmu (Agorist Institute) i Ruchu Lewicowych Libertarian (Movement of the Libertarian Left). Powieść J. Neil Schulmana, której oryginalny tytuł brzmi „Alongside Night” opiera się właśnie na politycznych ideach Konkina.
Konkin był redaktorem naczelnym i publicystą czasopism: „New Libertarian Notes” (w latach 1971–1975), „New Libertarian Weekly” (w latach 1975-1978) oraz magazynu „New Libertarian” (w latach 1987-1990).